# Ramjet

1. Luftintag
2. Kompression
3. Bränsleinsprutning
4. Flamhållare
5. Brännkammare
6. Dysa
7. Utlopp

En ramjet är en typ av jetmotor som saknar turbin och kompressor. Istället använder konstruktionen motorns hastighet relativt den omgivande luften för att komprimera luften för att kunna upprätthålla en effektiv förbränning i brännkammaren. En ramjet-motor kan därför inte starta från stillastående utan kräver hög hastighet, ofta överljudsfart, för att starta. På grund av detta används den huvudsakligen i raketer, robotar och granater som drivs upp till hög hastighet på annat sätt. Den används också i vissa flygplan, till exempel SR-71 Blackbird, där luft passerar utanför jetmotorn och leds direkt in i efterbrännkammaren.

## Konstruktion

### Inlopp
Ramjetmotorer försöker utnyttja det höga dynamiska trycket i luften som strömmar mot inloppet. Ett effektivt inlopp återvinner så mycket som möjligt av friströmmens stagnationstryck till en ökning av det statiska trycket i luften som strömmar in i brännkammaren. Majoriteten av alla ramjet används i överljudshastighet och använder en eller flera koniska eller sneda stötvågor, följt av en normalstöt för att bromsa upp den inströmmande luften till underljudshastighet och öka det statiska trycket.

### Brännkammare
Brännkammarens uppgift är att öka temperaturen på luften för att accelerera den ut genom dysan. Denna temperaturökning sker under i stort sett konstant tryck. Genom att ramjeten saknar turbin så finns det ingen direkt begränsning på förbränningstemperaturen som i en turbojetmotor, vilket gör att man kan använda en stökiometrisk bränsleluftblandning istället för en blandning med luftöverskott. För att stabilisera förbränningen i brännkammaren sker den vanligtvis bakom någon typ av flamhållare.